# John Campbell-Jones
Michael John Campbell-Jones (* 21. Januar 1930 in Leatherhead; † 24. März 2020 in London) war ein englischer Autorennfahrer.

## Karriere
John Campbell-Jones hatte schon einige Erfolge als Sportwagenpilot erzielt, als er 1959 einen Cooper-Formel 2 erwarb. Mit dem Cooper fuhr er internationale und nationale Formel-2-Rennen. Ein schwerer Unfall in Modena setzte der Saison 1961 ein frühes Ende und Campbell-Jones musste das ganze Jahr aussetzen.
1962 wurde er Teamkollege von Tony Settember bei Emeryson. Campbell-Jones wurde Fünfter beim Großen Preis von Brüssel und Sechster beim 200-Meilen-Rennen in Aintree. Sein Debüt in der Automobil-Weltmeisterschaft gab er beim Großen Preis von Belgien 1962. Das Team setzte einen Lotus 18 ein, mit dem Campbell-Jones als Elfter gewertet wurde (er hatte nach einem Getriebeschaden 16 Runden Rückstand).
1963 bestritt er den Großen Preis von Großbritannien mit einem Lola Mk4-Climax von Reg Parnell Racing; Rang 13 mit acht Runden Rückstand.
Mitte der 1960er-Jahre zog sich Campbell-Jones nach und nach vom Rennsport zurück. 1966 tauchte er mit einem alten BRP-Climax überraschend beim Gold Cup im Oulton Park auf; anschließend trat er endgültig zurück.

## Statistik

### Statistik in der Automobil-Weltmeisterschaft
Diese Statistik umfasst alle Teilnahmen des Fahrers an der Automobil-Weltmeisterschaft, die heutzutage als Formel-1-Weltmeisterschaft bezeichnet wird.

#### Gesamtübersicht
| Saison | Team          | Chassis  | Motor         | Rennen | Siege | Zweiter | Dritter | Poles | schn. Rennrunden | Punkte | WM-Pos. |
| ------ | ------------- | -------- | ------------- | ------ | ----- | ------- | ------- | ----- | ---------------- | ------ | ------- |
| 1962   | Emeryson Cars | Lotus 18 | Climax 1.5 L4 | 1      | −     | −       | −       | −     | −                | −      | −       |
| 1963   | Tim Parnell   | Lola Mk4 | Climax 1.5 V8 | 1      | −     | −       | −       | −     | −                | −      | −       |
| Gesamt | Gesamt        | Gesamt   | Gesamt        | 2      | −     | −       | −       | −     | −                | −      |         |

#### Einzelergebnisse
| Saison | 1 | 2  | 3 | 4  | 5   | 6 | 7 | 8 | 9 | 10 |
| ------ | - | -- | - | -- | --- | - | - | - | - | -- |
| 1961   |   |    |   |    |     |   |   |   |   |    |
|        |   |    |   |    | DNA |   |   |   |   |    |
| 1962   |   |    |   |    |     |   |   |   |   |    |
|        |   | 11 |   |    |     |   |   |   |   |    |
| 1963   |   |    |   |    |     |   |   |   |   |    |
|        |   |    |   | 13 |     |   |   |   |   |    |

| Legende  | Legende            | Legende                                                          |
| Farbe    | Abkürzung          | Bedeutung                                                        |
| -------- | ------------------ | ---------------------------------------------------------------- |
| Gold     | –                  | Sieg                                                             |
| Silber   | –                  | 2. Platz                                                         |
| Bronze   | –                  | 3. Platz                                                         |
| Grün     | –                  | Platzierung in den Punkten                                       |
| Blau     | –                  | Klassifiziert außerhalb der Punkteränge                          |
| Violett  | DNF                | Rennen nicht beendet (did not finish)                            |
| Violett  | NC                 | nicht klassifiziert (not classified)                             |
| Rot      | DNQ                | nicht qualifiziert (did not qualify)                             |
| Rot      | DNPQ               | in Vorqualifikation gescheitert (did not pre-qualify)            |
| Schwarz  | DSQ                | disqualifiziert (disqualified)                                   |
| Weiß     | DNS                | nicht am Start (did not start)                                   |
| Weiß     | WD                 | zurückgezogen (withdrawn)                                        |
| Hellblau | PO                 | nur am Training teilgenommen (practiced only)                    |
| Hellblau | TD                 | Freitags-Testfahrer (test driver)                                |
| ohne     | DNP                | nicht am Training teilgenommen (did not practice)                |
| ohne     | INJ                | verletzt oder krank (injured)                                    |
| ohne     | EX                 | ausgeschlossen (excluded)                                        |
| ohne     | DNA                | nicht erschienen (did not arrive)                                |
| ohne     | C                  | Rennen abgesagt (cancelled)                                      |
| ohne     | keine WM-Teilnahme |                                                                  |
| sonstige | P/fett             | Pole-Position                                                    |
| sonstige | 1/2/3/4/5/6/7/8    | Punktplatzierung im Sprint-/Qualifikationsrennen                 |
| sonstige | SR/kursiv          | Schnellste Rennrunde                                             |
| sonstige | *                  | nicht im Ziel, aufgrund der zurückgelegten Distanz aber gewertet |
| sonstige | ()                 | Streichresultate                                                 |
| sonstige | unterstrichen      | Führender in der Gesamtwertung                                   |

### Einzelergebnisse in der Sportwagen-Weltmeisterschaft
| Saison | Team                    | Rennwagen            | 1   | 2   | 3   | 4   | 5   | 6   |
| ------ | ----------------------- | -------------------- | --- | --- | --- | --- | --- | --- |
| 1958   | Scuderia Viking J. King | Osca FS1500 Lotus 15 | BUA | SEB | TAR | NÜR | LEM | RTT |
| 1958   | Scuderia Viking J. King | Osca FS1500 Lotus 15 |     |     |     | 11  |     | DNF |
| 1959   | John Campbell-Jones     | Lotus Eleven         | SEB | TAR | NÜR | LEM | RTT |     |
| 1959   | John Campbell-Jones     | Lotus Eleven         |     |     | 16  |     | 14  |     |
| 1960   | John Campbell-Jones     | Lotus Elite          | BUA | SEB | TAR | NÜR | LEM |     |
| 1960   | John Campbell-Jones     | Lotus Elite          | DNF |     |     |     |     |     |